# Отель Фюбе
Отель Фюбе (фр. Hôtel Fieubet) также известный как отель Комбур (фр. Hôtel Combourg) или отель Лавалетт (фр. Hôtel Lavalette,), расположен по адресу: 2-bis, набережная Селестен 75004, Париж.
Первый особняк здесь был построен семьёй Фелипо в начале XVII века, а затем перестроен в 1676–1681 годах Жюлем Ардуэн-Мансаром для Гаспара III де Фьёбе, известного покровителя литераторов. 
После того как особняк перешел во владение семьям судейской знати, в XIX веке он был перестроен и частично разрушен. С 1877 года в здании размещается престижная школа Массийон.

## Территория в составе комплекса Сен-Поль
Территория, где сегодня расположен особняк Фюбе, изначально входила в обширный королевский комплекс Сен-Поль(фр.l’hôtel royal de Saint-Pol). С 1362 года здесь жил король Карл V. Позже Франциск I продал эти земли частным владельцам.
В 1516 году Франциск I передал участок будущего особняка Жаку де Женуйяку. Позже по наследству владение перешло к семье де Сен-Нектер (или Сеннетер), которая постепенно распродала земли.
В начале 1600-х годов Раймон Фелипо д’Эрбо выкупил несколько участков и возвел здесь первый особняк. Позже им владели его сын Бальтазар Фелипо, затем внук Франсуа Фелипо, а в 1664 году здание перешло к аббату Бальтазару Фелипо.
В 1676 году аббат продал особняк своему родственнику Гаспару III де Фюбе, канцлеру королевы Марии Терезии, за 80 000 ливров. В те годы знать предпочитала селиться в квартале Сен-Поль и у Королевской площади (ныне — площадь Вогезов). 

## Особняк Фюбе: архитектура, интерьеры и светская жизнь
Реконструкция по проекту Мансара
Приобретя особняк, Гаспар III де Фюбе в 1676 году начал масштабную перестройку по проекту Жюля Ардуэн-Мансара. Работы завершились к 1681 году: архитектор создал ансамбль с главным корпусом и двумя флигелями. Если фасад со стороны Сены был позднее переделан, то дворовый фасад сохранил классические пропорции оригинала.

Интерьеры и утраченное великолепие
На первом этаже располагались столовая и парадные салоны, на втором – спальни. Росписи выполнил художник Лесюёр, изобразивший библейские сцены: историю Товита, Моисея и Неопалимую купину. К сожалению, почти все фрески утрачены. В саду находились фонтан и trompe-l’œil – настенная роспись с перспективным изображением неоклассических построек и парка.
Литературный салон и музыкальные увлечения
Фюбе, страстный поклонник литературы, превратил особняк в центр притяжения интеллектуальной элиты. Здесь бывали баснописец Лафонтен, иезуит Буур, мадам де Севинье и даже дальняя родственница хозяйки – печально известная маркиза де Бренвилье. Сам хозяин сочинял стихи на латыни и французском, а также писал тексты для Airs sérieux – камерных песен на музыку мадемуазель де Менту.
Наследники и смена владельцев
После смерти бездетного Гаспара III в 1694 году особняк унаследовал его брат Анн де Фюбе и племянники из семьи Николаи (дети сестры Элизабет). Анн получил основное здание, а Николаи – соседний отель де Николаи. В 1705 году владение перешло к сыновьям Анна: Поль (2/3) и Гаспар (1/3). В 1752 году правнук Поля, Луи-Гаспар, продал особняк за 150 000 ливров Мари-Элизабет де Клев, а та через три года – Элизабет Руссель.

## История особняка Фюбе в XVIII–XIX веках: от аристократической резиденции до школы
Приобретение семьёй Була де Марёй (1769 г.)
22 июня 1769 года Александр-Жан Була де Марёй, генеральный адвокат Парижской счётной палаты, приобрёл особняк Фюбе у Элизабет Руссель, вдовы генерального откупщика Деделе де Ла Гард, за 180 000 ливров. Особняк оставался во владении семьи Була до 1816 года. Их фамилия до сих пор сохранилась над арками первого этажа, выходящими на улицу Пети-Мюск.
Промышленный период и упадок (1816–1877 гг.)
В 1816 году наследники Була де Марёй продали здание двум коммерсантам — Жерому Ориакомбу и Антуану Деблади. Новые владельцы сдали помещения промышленнику, организовавшему здесь сахарный завод. Территория была застроена дополнительными производственными корпусами.
В 1842 году наследники Ориакомба продали особняк Леону Делалену, который в 1857 году перепродал его Адриену де Лавалетту. Лавалетт нанял архитектора Жюля Гро для перестройки здания в необарочном стиле, однако из-за нехватки средств проект был реализован лишь частично. В последующие годы особняк постепенно ветшал: большая часть помещений пустовала, а некоторые площади сдавались под лавки и мастерские.
Школа Массийон (1877 г.)
В 1877 году аббат Нувель и двое его компаньонов выкупили здание за 540 000 франков для организации учебного заведения. После срочного ремонта уже в октябре того же года здесь открылась школа. С тех пор в особняке Фюбе располагается школа Массийон.
Архитектурный статус:
Фасады особняка, выходящие на набережную и улицу, были включены в реестр исторических памятников 24 марта 1928 года.

## Галерея

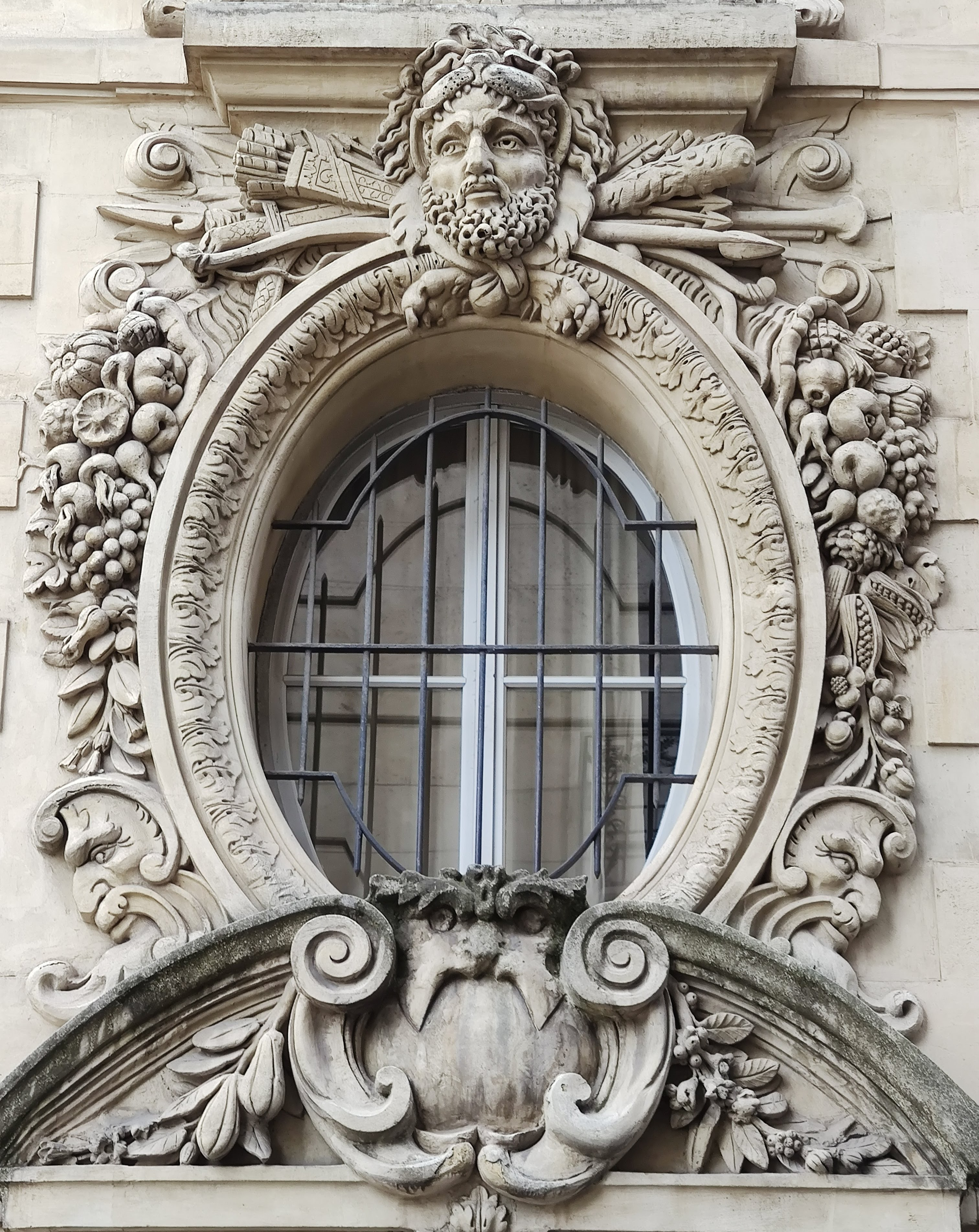
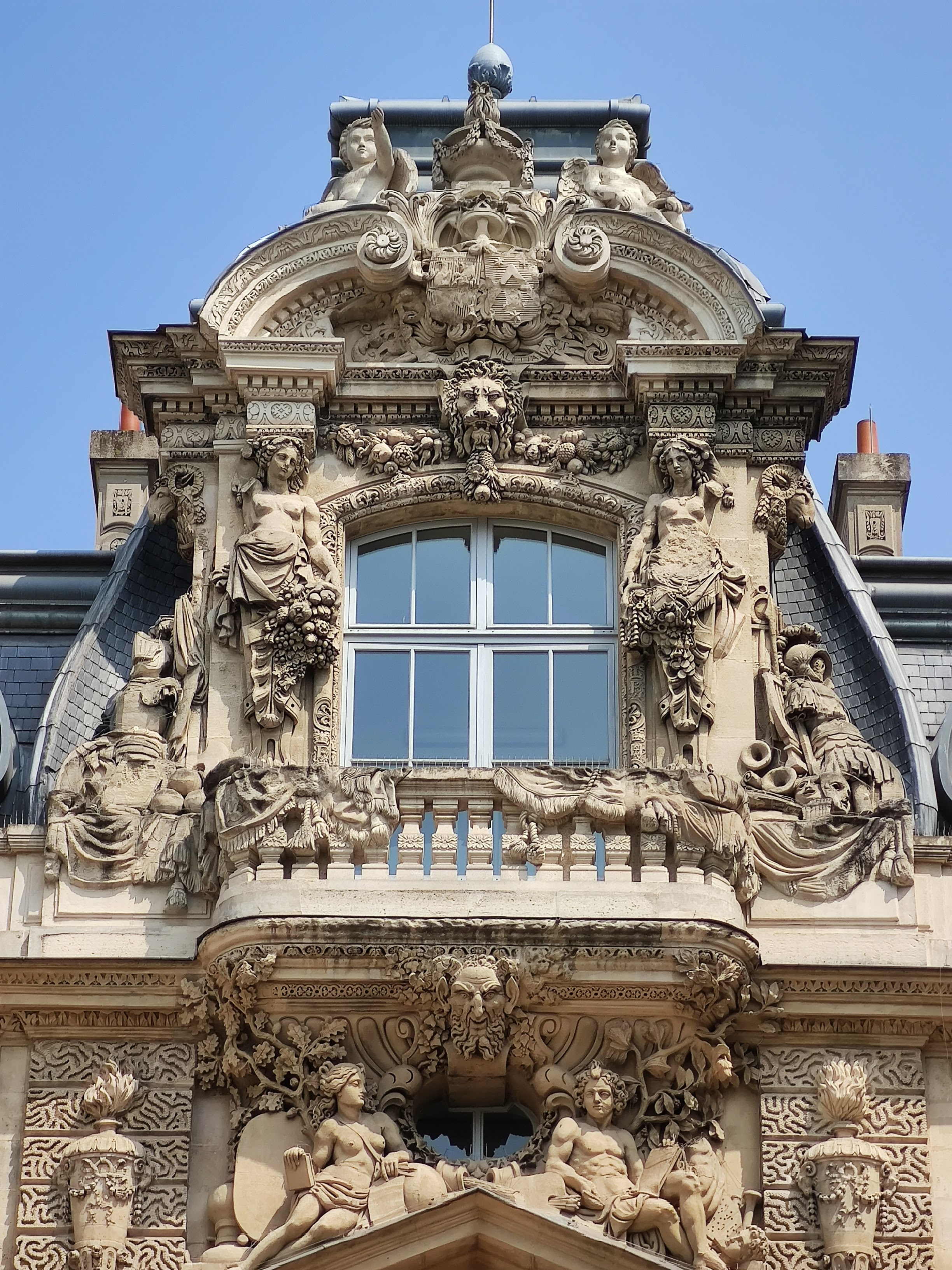
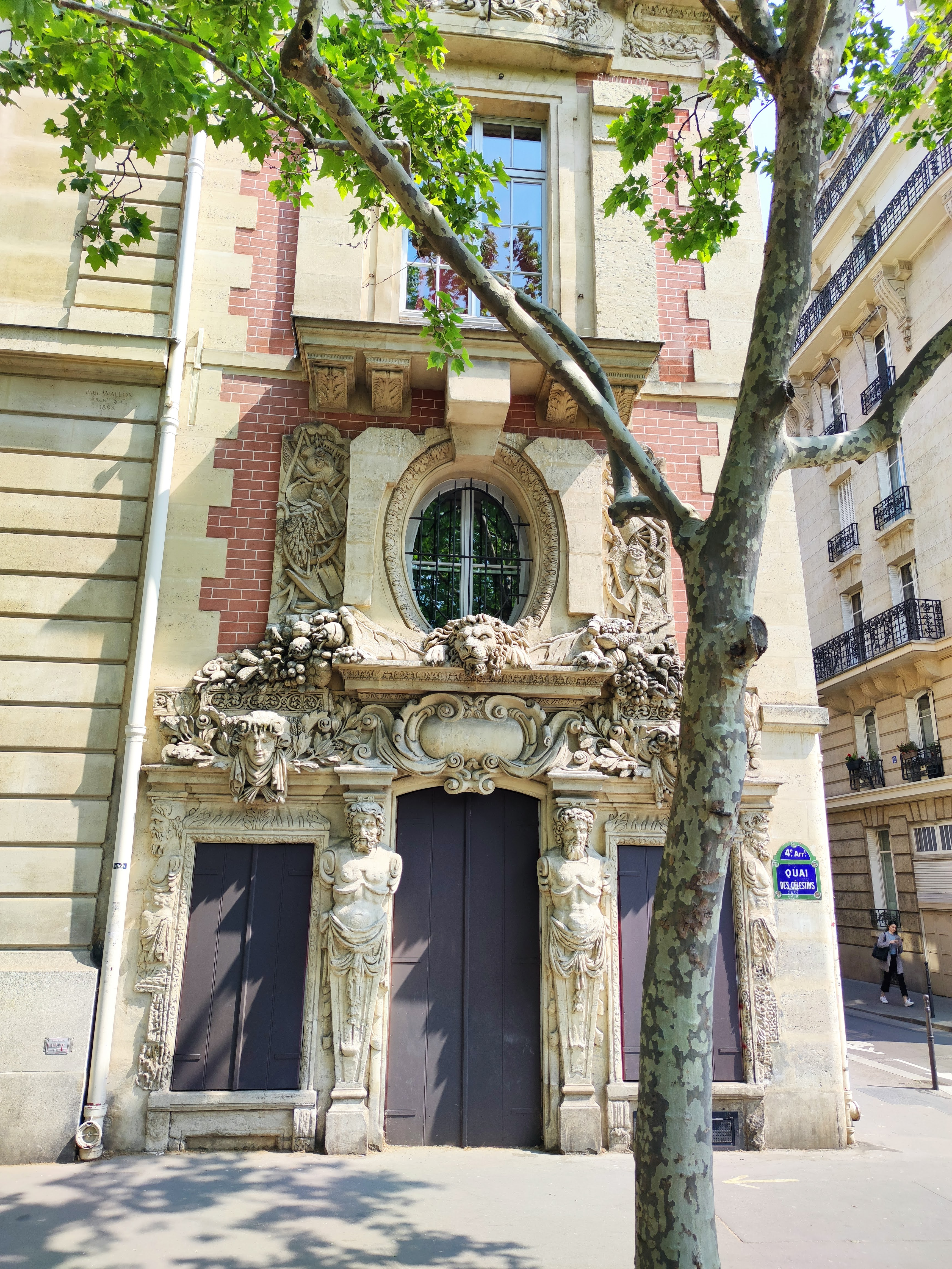
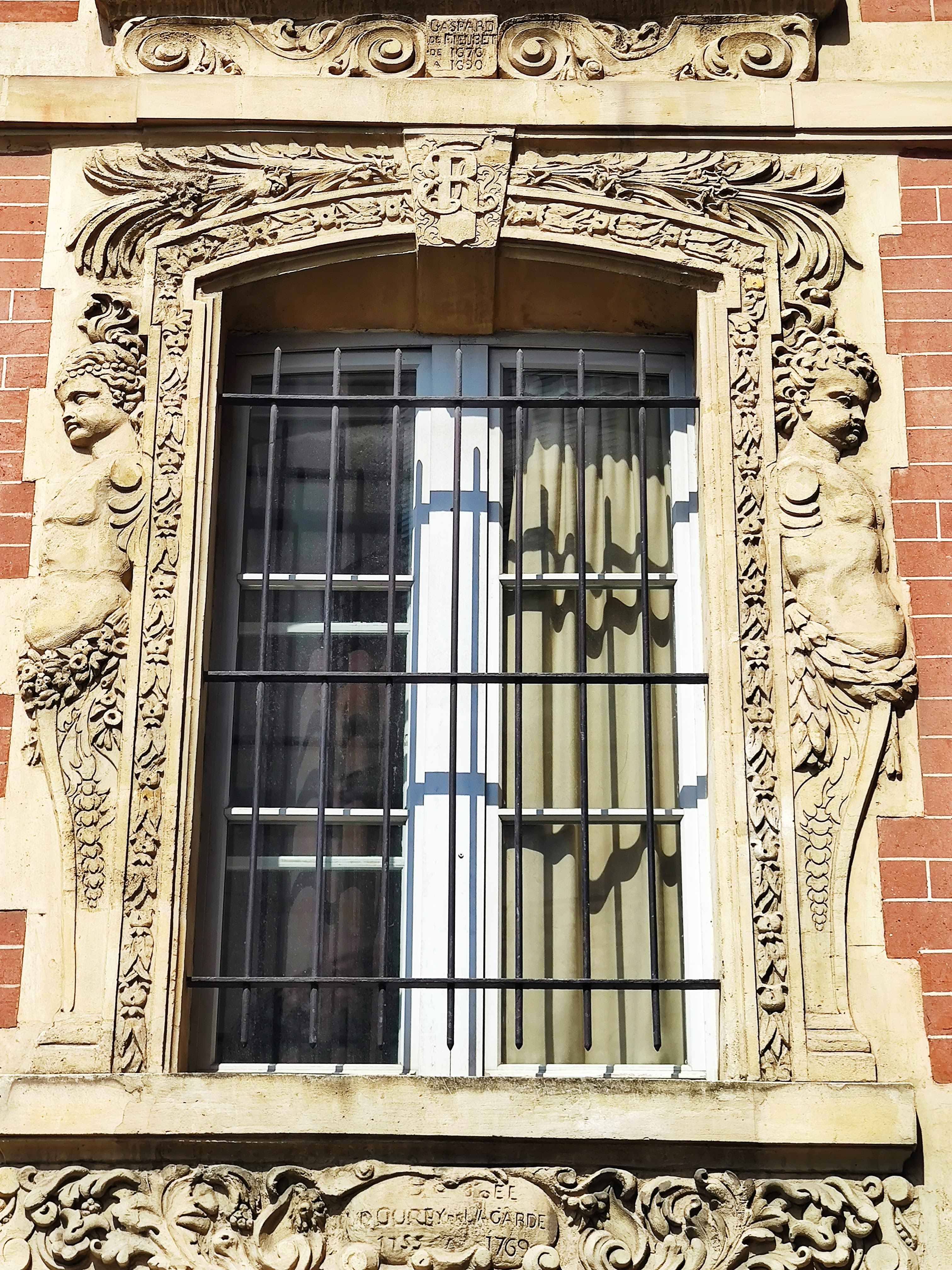
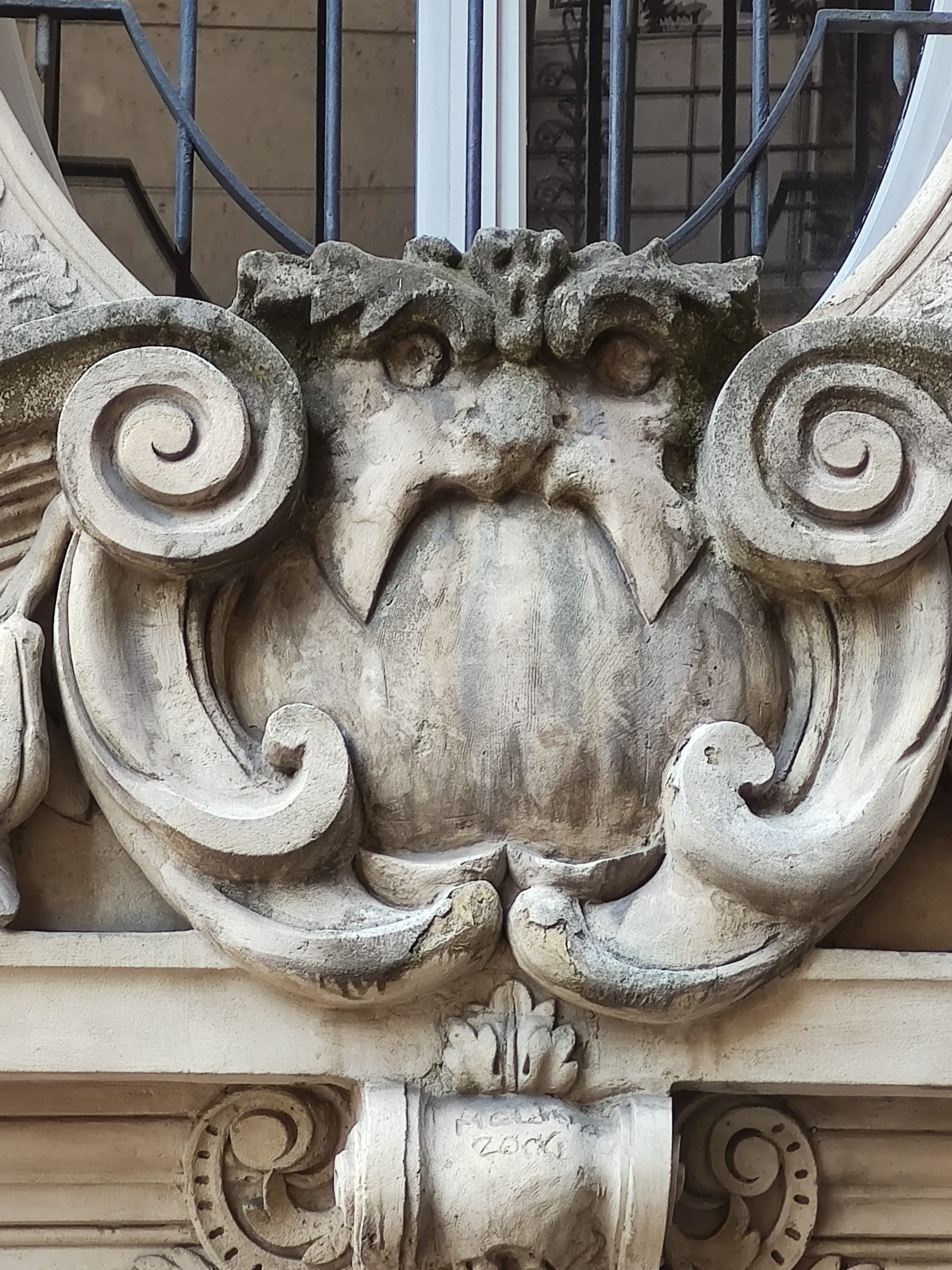
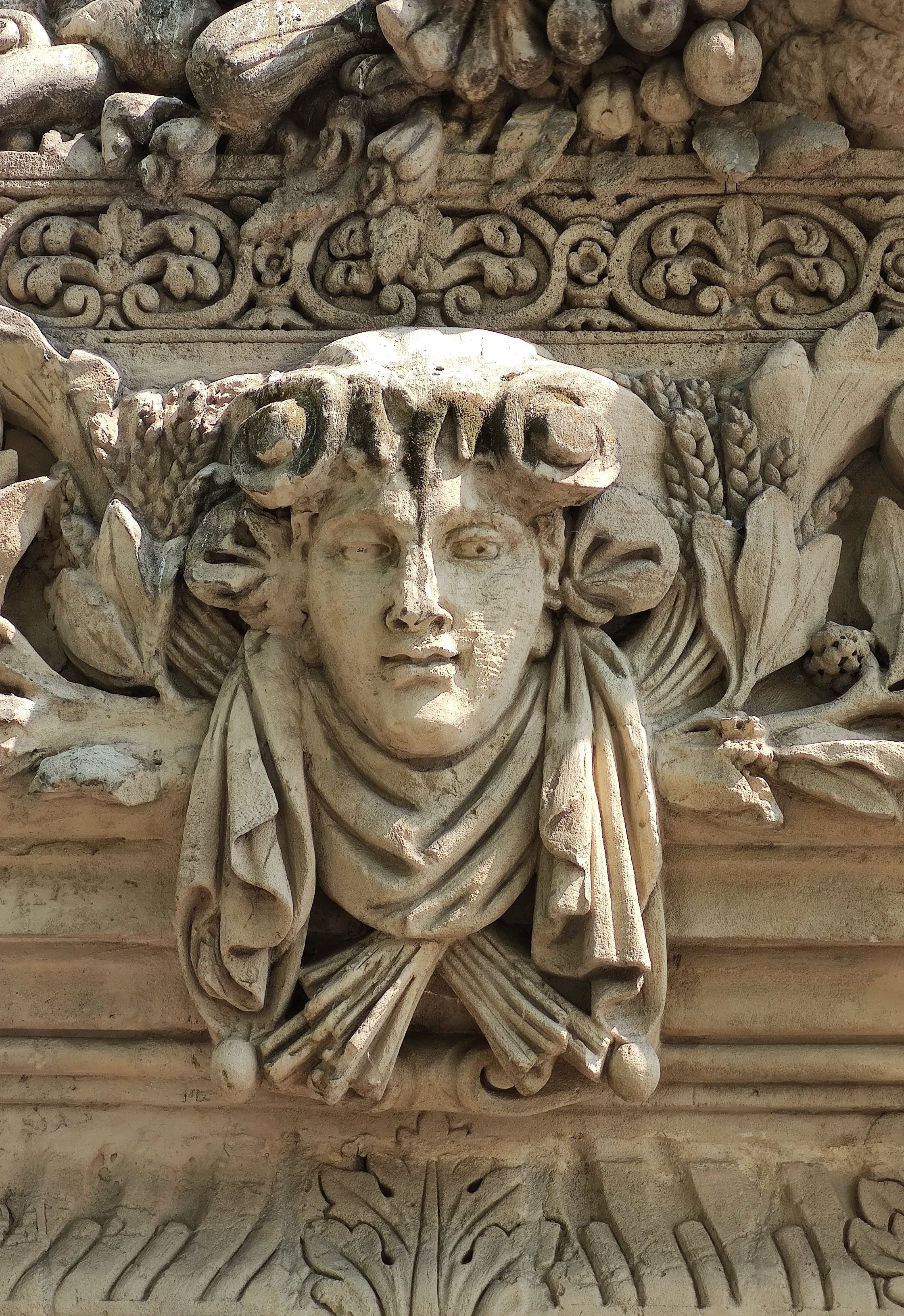
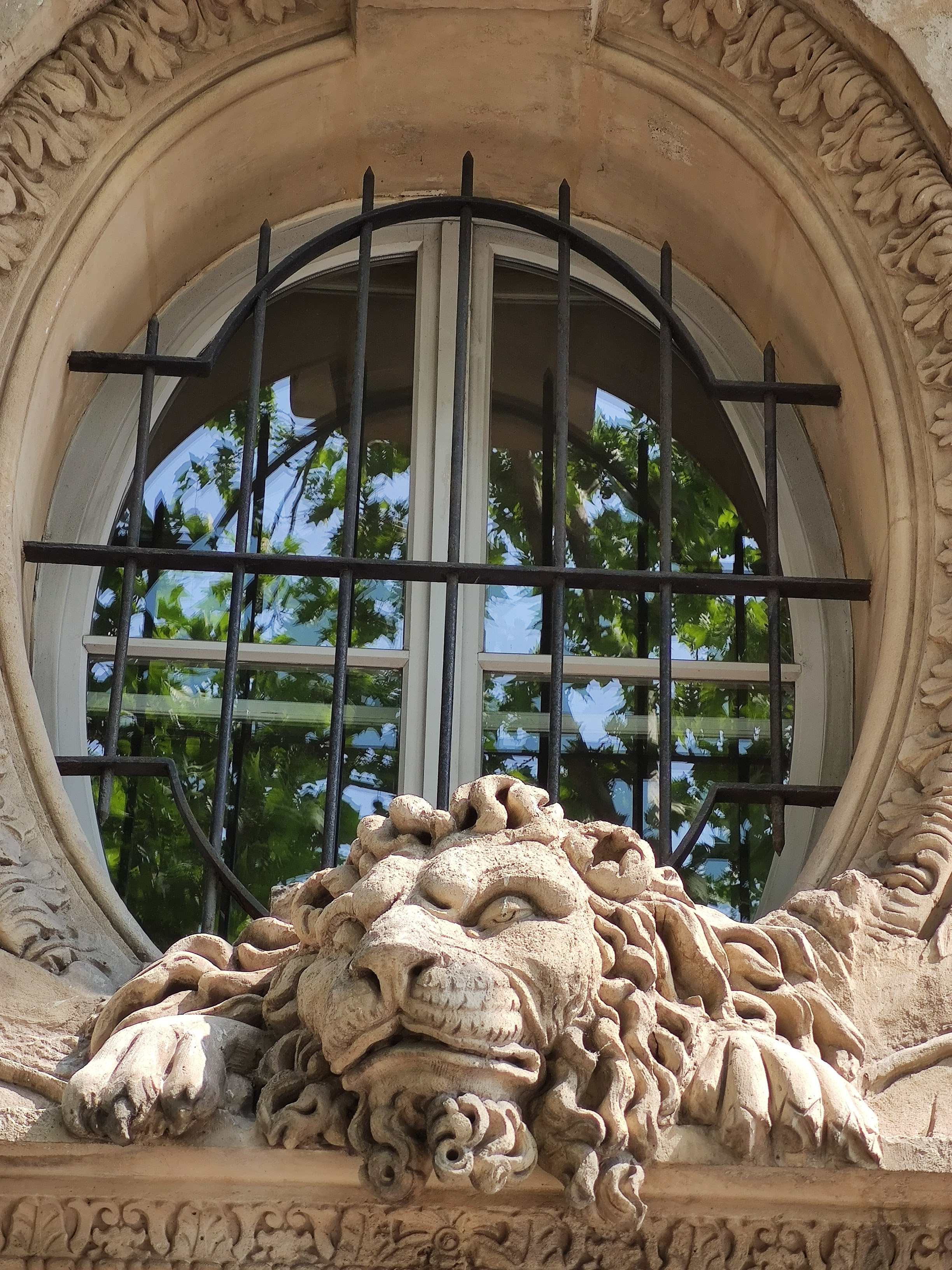